# Walter Peeters (1935)
Walter V. Peeters (Buggenhout, 20 december 1935) was een Belgisch arts en Vlaams-nationalistisch politicus voor de Volksunie en vervolgens de N-VA.

## Levensloop
Peeters volgde de oude humaniora aan het Heilige Maagdcollege in Dendermonde, waar hij pamfletacties ondernam rond het federalisme. Hij promoveerde tot doctor in de geneeskunde na studies aan de Katholieke Universiteit Leuven en de Harvard Medical School in Boston. Hij was medestichter en redactiesecretaris van het Vlaamsgezinde geneeskunde-studentenblad Palfijn. Hij vestigde zich als huisarts in Hamme en stichtte er een Volksunie-afdeling.
In 1976 werd hij verkozen tot gemeenteraadslid van Hamme en oefende dit mandaat uit tot in 2012. Van 1985 tot 1991 zetelde hij in het partijbestuur van de Volksunie. In 1991 nam hij ontslag uit onvrede voor de evolutie van deze partij en vond dat de partij te sterk afweek van haar Vlaams-nationalistische grondslagen. Vanaf 1994 tot 2000 zetelde hij voor de partij VOLKS in de gemeenteraad. Na het uiteenvallen van de Volksunie in 2001, stapte hij over naar N-VA. 
In 1979 volgde hij Maurits Coppieters op in de Senaat. Hij was provinciaal senator voor Oost-Vlaanderen van 1979 tot 1981 en daarna van 1981 tot 1985 rechtstreeks verkozen senator voor het Kiesarrondissement Dendermonde-Sint-Niklaas. Het was de bedoeling dat hij in 1985 gecoöpteerd senator zou worden, maar hij raakte niet verkozen. Van 1987 tot 1991 was hij opnieuw rechtstreeks verkozen senator voor Dendermonde-Sint-Niklaas. In de periode januari-oktober 1980 zetelde hij als gevolg van het toen bestaande dubbelmandaat ook in de Cultuurraad voor de Nederlandse Cultuurgemeenschap. Vanaf 21 oktober 1980 tot oktober 1985, en opnieuw van februari 1988 tot november 1991, was hij lid van de Vlaamse Raad. Als parlementslid hield hij zich bezig met sociale zekerheid, de communautarisering van de gezondheidszorg, ethische kwesties en amnestie.
Ten slotte werd hij na de lokale verkiezingen van 2012 OCMW-raadslid in de gemeente Hamme, waarna hij de politiek in juni 2014 verliet.
Buiten de politiek was hij onder meer actief in de Vlaamse Volksbeweging, waarvan hij vanaf 1992 ondervoorzitter was. Vanaf 1992 tot 2004 was Peeters voorzitter van het Aktiecomité Vlaamse Sociale Zekerheid waar hij ook stichter van was. In 2004 werd hij voorzitter van het Verbond van de Vlaamse Gepensioneerden (VVG). Ook stichtte hij in 1982 't Leeuwke, een Vlaams-nationalistisch diensten- en ontmoetingscentrum, en was hij lid van het presidium van het Overlegcentrum van Vlaamse Verenigingen (OVV).